# Сарајево дио — Ново Сарајево
Сарајево дио — Ново Сарајево је насељено мјесто у општини Источно Ново Сарајево, град Источно Сарајево, Република Српска, БиХ. Према попису становништва из 2013. у насељу је живјело 84 становника.

## Географија
Насељено мјесто Сарајево дио — Ново Сарајево је дио бившег јединственог насељеног мјеста Сарајево дио — Ново Сарајево, који је након потписивања Дејтонског споразума остао у Републици Српској. Насеље је мале површине и налази се у сјеверном дијелу општине. Припада мјесној заједници Враца.
Дијелови насељеног мјеста Сарајево дио — Ново Сарајево:
- Враца
- Горњи Ковачићи

## Становништво
Према попису становништва из 1991. године, јединствено насељено мјесто је имало 90.892 становника. Према подацима Агенције за статистику Босне и Херцеговине на попису становништва 2013. године, у насељеном мјесту је пописано 84 лица.